# Anna Gavanas
Anna Gavanas, född 1971, är en svensk socialantropolog och författare. 
Gavanas har publicerat en rad böcker med fokus på musikscen, elektronisk dansmusik, media och dj-kultur, exempelvis Rundgång (2009) och DJ Culture in the Mix (2013). 
Gavanas blev filosofie doktor i socialantropologi 2001 och docent i genusvetenskap  2009.
2016 kom Gavanas ut med reportageboken Pensionärsplaneten: spaniensvenskar och pensionsmigration i en globaliserad värld om svenska pensionärers liv i Spanien utifrån ett socialantropologiskt forskningsprojekt vid Linköpings universitet. Boken fick stort genomslag och fina recensioner. 2016 gav hon även ut boken DJ-liv: historien om hur diskjockeyn erövrade Stockholm, skriven tillsammans med Anna Öström. DJ-liv fick bred uppmärksamhet. 2020 publicerades Från diskofeber till rejvhysteri i den svenska dansmusikhistorien på Stockholmia förlag. Med hjälp av bland annat Elisabeth Tegners privatdonerade rejvarkiv samt kompletterande intervjuer utforskar Gavanas här 1970-talets disko- och 1990-talets rejvkultur.
Sedan slutet av 1990-talet är Gavanas även verksam som dj, arrangör och musikproducent med skivbolaget Meerkat Recordings. Under sitt alias Gavana har hon fram till 2025 släppt fem EP-skivor: Culture Vulture och Vicious Vibrations (2013), Malaga Nights (2014), Greek Acid (2019) och Greek Dub EP (2020).